# Inhapim (kommun)
Inhapim är en kommun i Brasilien.   Den ligger i delstaten Minas Gerais, i den sydöstra delen av landet, 700 km sydost om huvudstaden Brasília. Antalet invånare är 24 269.
Följande samhällen finns i Inhapim:
- Inhapim

Omgivningarna runt Inhapim är huvudsakligen savann. Runt Inhapim är det ganska glesbefolkat, med 40 invånare per kvadratkilometer.